# Chionopsis pinchoti
Chionopsis pinchoti is een tweekleppigensoort uit de familie van de Veneridae. De wetenschappelijke naam van de soort is voor het eerst geldig gepubliceerd in 1951 door Pilsbry & Olsson.